# Extensible resource identifier
Extensible resource identifier (XRI) – system identyfikatorów, kompatybilny z URI. Został stworzony w ramach organizacji OASIS. Jest to także protokół określający sposób pobierania tych identyfikatorów.
Identyfikatory XRI dopuszczają stosowanie pełnego Unicode.
Jednym z najważniejszych z punktu widzenia Identity 2.0 zastosowań XRI są i-names.
XRI towarzyszy także inny protokół, XDI, służący do wymiany danych.